# 若葉 (雑誌)
「若葉」（わかば）は、俳誌。もともとは逓信省大阪貯金局の職場俳誌で、1917年〜27年ころにはじまったと見られるが、1928年5月、発行所が東京に移り富安風生が雑詠選者となったときが実質的創刊と見なされている。風生が1929年に「ホトトギス」同人となったこともあり一般会員が増加、1930年代半ばには風生の主宰誌として俳壇での地位を確立し、1938年の第100号までには会員1000人を超える俳誌となった。
風生の特色とされる中道の俳句が雑誌の指針ともなり、風生は幅広い選句で個性的な俳人を育てた。1979年に風生が死去し、生前風生が雑詠を任せた清崎敏郎が主宰を継承。風生の教えを守りつつ、虚子から直接教わった花鳥諷詠・客観写生の理念を貫いた。1999年には敏郎が死去し、副主宰の鈴木貞雄が三代目の主宰となる。2013年2月で通巻1000号に到達。
2022年12月をもって終刊した。

## 主な参加者
括弧内は各自の主宰誌。退会者なども含む。
- 安住敦（「春燈」）
- 岡本眸（「朝」）
- 加倉井秋を（「諷詠派」「冬草」）
- 岸風三楼（「春嶺」）
- 菖蒲あや（「春嶺」）
- 行方克巳（「知音」）
- 西村和子（「知音」）
- 藤岡筑邨（「りんどう」）
- 宮坂静生（「岳」）
- 大久保白村（「こゑの会」）